# Le Tellier de Louvois
Die Le Tellier, später zur Unterscheidung Le Tellier de Louvois, waren ursprünglich eine Pariser Gastwirtsfamilie, die mit Pierre Le Tellier 1540 erstmals erwähnt wird. Der Aufstieg begann mit seinem Sohn Michel Le Tellier, der 1551 Notar im Châtelet war. Dessen gleichnamiger Sohn († 1608) war bereits Seigneur de Chaville und Intendant des Finances der Katholischen Liga, seine Ehefrau die Geliebte von Charles II. de Lorraine, duc de Mayenne, dem Oberhaupt der Liga; später war er Intendant en Champagne und Maître des comptes. Dessen gleichnamiger Sohn († 1617) war Conseiller du Roi au Parlement und Procureur-général an der Cour des Aides in Paris. Der vierte Michel Le Tellier († 1685) wurde Staatssekretär im Kriegsministerium und später Kanzler von Frankreich. Die Familie war dadurch in den obersten Rängen der französischen Regierung angekommen. Das Amt des Staatssekretärs erhielten auch dessen Sohn († 1691), besser bekannt als Louvois, und Enkel († 1701), besser bekannt als Barbezieux.
Trotz der Regierungsämter gelang es den Le Tellier nicht, einen Herzogstitel verliehen zu bekommen, der Titel eines Duc d’Estrées wurde 1763 geerbt und ging 1771 bereits mangels Erben wieder verloren. Zahlreiche Heiraten in herzogliche Familien bestätigen andererseits den erworbenen Rang. Ludwig XVIII. machte Auguste Le Tellier 1815 zum Pair de France, doch erlosch die Familie mit ihm 1844 endgültig.

## Stammliste

### 16. Jahrhundert
1. NN Le Tellier
  1. ? Guillemette Le Tellier, * 1507, † 1566; ⚭ Toussaint Malot, Gastwirt in der Pfarre Saint-Eustache (Paris)
  2. ? Pierre Le Tellier, fl. 1540, Gastwirt in der Pfarre Saint-Eustache; ⚭ (1) Geneviève Le Sueur; ⚭ (2) Marie Finet
    1. Michel Le Tellier, † 29. Juli 1563 Paris, 1551 Notar im Châtelet (Paris), 1554 Commissaire; ⚭ Catherine Ganeron
      1. Michel Le Tellier, * 1545, † 24. Januar 1608, Seigneur de Chaville; ⚭ (Ehevertrag 20. November 1574) Perrette (oder Marie) de Locquet, † 1593
        1. Michel Le Tellier, * 1575, † 6. Mai 1617, Seigneur de Chaville et de Villacoublay, 1597 Conseiller du Roi au Parlement, Generalprokurator an der Cour des Aides in Paris; ⚭ (Ehevertrag 1599) Claude Chauvelin, † 1627, Tochter von François Chauvelin, Procurer-Général der Königin Maria de’ Medici, und Marie de Charmolüe – Nachkommen siehe unten
        2. Charles Le Tellier, † 6. August 1635, Seigneur de Morsan (bei Chartres), Baugy, Neufy, Oiseau (bei Chaville), Soisac et Chaville, 1590 Correcteur und 1619 Maître ordinaire in der Chambre des comptes; ⚭ 17. Februar 1605 Catherine Vaillant de Guélis, Tochter von Jean, Conseiller au Parlement de Paris, und Françoise de Flexelles – Nachkommen: die Herren von Morsan, † 1775
        3. François Le Tellier, * nach 1574
        4. (unehelich, Mutter: Roberte Musnier) Robert Le Tellier, 1607 legitimiert

      2. Marie, Marguerite, Catherine und Claude Le Tellier
      3. Marguerite Le Tellier; ⚭ (Ehevertrag 17. August 1583), Philippe de Rosnel, * 1546 Paris, † vor 1608 Paris, 1570 Goldschmiedemeister in Paris, 1578 Seigneur des Molinaulx
      4. Étienne Le Tellier, 1632 Amtsdiener im Parlement

    2. (2) Perrine Le Tellier; ⚭ Jean Desjardins, Arzt des Königs Franz I.

### 17. Jahrhundert
1. Michel Le Tellier, * 1575, † 6. Mai 1617, Seigneur de Chaville et de Villacoublay, 1597 Conseiller du Roi au Parlement, Procureur-Général an der Cour des Aides in Paris; ⚭ (Ehevertrag 1599) Claude Chauvelin, † 1627, Tochter von François Chauvelin, Procurer-Général der Königin Maria de’ Medici, und Marie de Charmolüe – Vorfahren siehe oben
  1. Michel Le Tellier, * 19. April 1603 Paris, † 30. Oktober 1685 Paris, Chevalier, Marquis de Barbezieux, Seigneur de Chaville, Louvois et de La Ferté-Gaucher, 1624 im Grand Conseil, 1631 Procureur du Roi im Châtelet, 1639 Maître des requêtes, 1640 Intendant der Italienarmee, 1643 Sécretaire d’État im Kriegsministerium, 1652 Großschatzmeister der Ordens des Königs, 1677 Kanzler von Frankreich, Siegelbewahrer; ⚭ (Ehevertrag 12. Februar 1629) Elisabeth Turpin, * um 1608, † 28. November 1698, Tochter von Jean, Seigneur de Vauvredon im Berry, Conseiller en la Cour des Aides, Conseiller d’État, und Marie Chapelier, Kusine des Kanzlers Étienne II. d’Aligre
    1. Michel Le Tellier, * 1636, † September 1645
    2. Gabriel Jean Le Tellier, * 1639 Paris, † wohl jung
    3. François Michel Le Tellier, * Januar 1641 Paris, † 16. Juli 1691 Versailles, Marquis de Louvois, Courtanvaux et Barbezieux, Seigneur de Montmirail, La Ferté-Gaucher, Chaville, Viroflay et Souvré, 1684 Comte de Tonnerre, Ministre et Secrétaire d’État à la Guerre (1655 als designierter Nachfolger seines Vaters, 1662 assoziiert, 1666 (nach dem Rücktritt des Vaters) alleiniger Amtsträger), 1668 Surintendant et Géneral des Postes de France, 1671 Chancelier, Commandeur et Grand-Trésorier des Ordres du Roi, 1683 Surintendant des Bâtiments, Arts et Manufactures de France; ⚭ (Ehevertrag 19. März 1662) Anne de Souvré, Marquise de Courtanvaux, * 30. November 1646 Paris, † 2. Dezember 1715, einzige Tochter von Charles, Marquis de Souvré, Premier Gentilhomme de la Chambre du Roi (Sohn von Jean de Souvré), und Marguerite Barentin, 1691 Nutznießerin der Grafschaft Tonnerre
      1. Michel François Le Tellier, * 15. Mai 1663, † 11. Mai 1721 auf Schloss Ancy-le-Franc, Marquis de Louvois, Comte, dann Marquis de Courtanvaux, Seigneur de Montmirail, Comte de Tonnerre, Secrétaire d’État (1681 als designierter Nachfolger seines Vaters), 1688 Capitaine-Colonel des Cent-Suisses de la Garde du Roi, 1689 Mestre de camp-lieutenant du régiment de la Reine; ⚭ 28. November 1691 Marie-Anne Catherine d’Estrées, * 1663, † 22. April 1741, Tochter von Jean II. d’Estrées, Comte d’Estrées, Marschall von Frankreich und Vizeadmiral von Frankreich, und Marie-Marguerite Morin de Châteauneuf (Haus Estrées) – Nachkommen: siehe unten: die Marquis de Louvois
      2. Madeleine-Charlotte Le Tellier, * 23. Juni 1665, † 18. November 1735; ⚭ (Ehevertrag 22. Oktober 1679) François VIII. de La Rochefoucauld, * 17. August 1663, † 22. April 1728 Paris, 1714 4. Duc de la Rochefoucauld, Pair de France, 2. Prince de Marcillac, Duc de La Rocheguyon, Marquis de Barbezieux, Comte de Durtal, 1683 Colonel du régiment de Navarre, 1696 Maréchal du camp, Sohn von François VII. de La Rochefoucauld und Jeanne-Charlotte du Plessis, Dame de Liancourt (Haus La Rochefoucauld)
      3. Elisabeth-Anne Le Tellier, * 1666, † jung
      4. Louis-Nicolas Le Tellier, * 23. Januar 1667, † 10. Dezember 1725 Versailles, Marquis de Souvré, Seigneur de Montmirail, 1689 Mestre de camp de cavalerie, 1689 Lieutenant général au Gouvernement de Béarn et Navarre, 1689 Maître de la Garde-Robe du Roi, 1724 Chevalier des Ordres du Roi; ⚭ (Ehevertrag 17. Februar 1698) Catherine-Charlotte de Pas de Feuquières, Dame de Rebenac, * 1672, † 16. Juli 1739 Louvois, Tochter von François de Pas de Feuquières, Comte de Rebenac, und Jeanne d’Esquille – Nachkommen siehe unten: die Marquis de Souvré et de Rebenac
      5. Louis François Le Tellier, * 23. Juni 1668, † 15. Januar 1701 Versailles, Malteserordensritter, Commandeur de piéton, 1685 designierter Secrétaire d’État, Marquis de Barbezieux, 1691 designierter Kanzler von Frankreich, Siegelbewahrer und Commandeur des Ordres du Roi; ⚭ (1) 12. November 1691 Louise-Charlotte Catherine de Crussol-d’Uzès, * 29. September 1674, † 4. Mai 1694 Schloss Louvois, Tochter von Emmanuel II. de Crussol, Duc d’Uzès, Premier Pair de France, und Marie-Julie de Sainte-Maure-Montausier (Haus Crussol); ⚭ (2) 11. Januar 1696 Marie-Thérèse Dauphine/Delphine d’Alègre, * 1680, † 29. Oktober 1706 Paris, Tochter von Yves d’Alègre, Marquis d’Alègre, Marschall von Frankreich, und Jeanne-Françoise de Garaud de Caminade
        1. Ann-Catherine Éléonore Le Tellier; * 2. Mai 1694, † 21. Oktober 1716; ⚭ 3. Juli 1713 Charles-Paul-Sigismond de Montmorency-Luxembourg, * 20. Februar 1697, † 26. März 1785 Paris, Duc de Châtillon et Bouteville, Marquis de Royan, Comte de Hallot et d’Olonne, Gouverneur du Maine, de Perche et du Comté de Laval, 1716 Colonel au régiment d’Olonne-Infanterie, 1721 Colonel au régiment de Normandie, 1739 Maréchal de camp, 1744 Lieutenant-général des Armées du Roi, Sohn von Paul-Sigismond de Montmorency-Luxembourg und Marie Anne de La Trémoille, Marquise de Royan (Stammliste der Montmorency)
        2. Marie Madeleine Le Tellier, * 1698, † 10. März 1735 Paris, Dame de Barbezieux, ⚭ 31. Mai 1717 François d’Harcourt, * 4. September 1689, † 10. Juli 1750 Saint-Germain-en-Laye, 2. Duc d’Harcourt et de Beuvron, Pair de France, Marschall von Frankreich, Chevalier des Ordres du Roi, Gouverneur de Sedan, Sohn von Henri d’Harcourt, Duc d’Harcourt, Pair de France, Marschall von Frankreich, und Marie-Anne Claude Brûlart de Genlis, Witwer von Marguerite-Sophie Louis de Neufville de Villeroy (Haus Harcourt)
        3. Louise-Françoise Angélique Le Tellier, * um 1699, † 4. Juli 1719 im Wochenbett, ⚭ 4. Januar 1718 Emmanuel Théodose de La Tour-d’Auvergne, * 1668, † 16. Mai 1730, Duc de Bouillon, d’Albret et de Château-Thierry, Comte d’Évreux, d’Auvergne et d’Armagnac, Vicomte de Turenne, Baron de La Tour-Montgascon, Pair und Grand Chambellan de France, Sohn von Godefroy-Maurice de La Tour, duc de Bouillon, Pair de France und Großkammerherr von Frankreich, und Marie-Anne Mancini (Haus La Tour d’Auvergne)

      6. Camille Le Tellier, * 11. April 1675 Paris, † 5. November 1718, Docteur en Théologie en Sorbonne, Kommendatarabt von Bourgueil und Vauluisant, 1701 Vogt, Kanoniker, Grand-Vicaire und Offizial der Kirche von Reims, Bibliothekar des Königs, Intendant et Garde des Médailles et Antiquités du Roi, Mitglied der Académie Française (Fauteuil 4), Mitglied der Académie des Sciences et Inscriptions, 1717 zum Bischof von Clermont ernannt, lehnt die Ernennung ab
      7. Marguerite Le Tellier, * 1678, † 23. April 1711, ⚭ 23. April 1794 Louis Nicolas de Neufville * 24. Dezember 1663, † 22. April 1734, Marquis d’Alincourt (Parnes), 1694 3. Duc de Villeroy, Pair de France, 1716 Duc de Retz, 1702 Lieutenant-général, 1708 Capitaine des Gardes du Corps, 1730 Gouverneur et Lieutenant-général du Lyonnais, Sohn von François de Neufville, duc de Villeroy, Pair de France, Marschall von Frankreich, und Marie-Marguerite de Cossé-Brissac

    4. Charles Maurice Le Tellier, 18. Juli 1642 Paris, † 22. Februar 1710 Reims, 1671 Erzbischof und Herzog von Reims, Abt von St-Étienne de Caen, Saint-Bénigne de Dijon, Breteuil, Saint-Rémy, Saint-Thierry de Reims, Proviseur de Sorbonne, 1688 Commandant de l’Ordre du Saint-Esprit, Grand-Maître de la Chapelle du Roi
    5. François Le Tellier, * um 1664, † 29. März  1657, Seigneur de Villacoublay
    6. Madeleine-Fare Le Tellier, * 1645/46, † 22. Juni 1668; ⚭ 21. November 1660 Louis-Marie-Victor d’Aumont de Rochebaron, * 9. Dezember 1632 Paris, † 19. März 1704 Paris, 1669 2. Duc d’Aumont, Pair de France, Marquis de Villequier, Isles, Nolay, Comte de Berzé, Baron de Chappes, Rochetaillé, Joncy, Étrabonne, Convez, Molinot, Seigneur de Lys, La Mothe, La Forest, Grailly et de La Tour-Brillebault, Premier Gentilhomme de la Chambre du Roi, Gouverneur von Boulogne, Sohn von Antoine d’Aumont de Rochebaron, 1. Duc d’Aumont, Pair de France, Marschall von Frankreich, und Catherine Scarron de Vayres

  2. ? Claude Le Tellier, Maître des Comptes in Paris, Conseiller d’État, Intendant von Lothringen
  3. Claude Le Tellier, * 1604, † 1644; ⚭ 6. März 1628 Jean-Baptiste Colbert, Seigneur de Saint-Pouange et de Villacerf, * 20. November 1602 Troyes, † 29. April 1663 Paris, Maître des Comptes in Paris, Conseiller du Roi en Ses Conseils d’État et Privé, Conseiller d’ État, Intendant de Justice in Lothringen, 1642 Intendant des Finances, Sécretaire d’État à la Guerre, Sohn von Oudart Colbert und Marie Le Fouret (Haus Colbert)
  4. Louise Le Tellier, † Juli 1664, Priorin von La Ville-l’Évêque in Paris
  5. Madeleine Le Tellier, ⚭ 9. Mai 1636 Gabriel de Cassagnet, Seigneur, dann Marquis de Tilladet, X 1665, Lieutenant-général des Armées du Roi, Gentilhomme de la Chambre du Roi, Gouverneur von Bapaume, dann von Breisach, Sohn von Bernard, Seigneur de Tilladet et de Chuisseaux, Gouverneur von Vieil Brissac, und Jeanne de Narbonne-Lomagne
  6. Françoise Le Tellier
  7. Marguerite Le Tellier

### 18. Jahrhundert

#### Marquis de Louvois
1. Michel François Le Tellier, * 15. Mai 1663, † 11. Mai 1721 auf Schloss Ancy-le-Franc, Marquis de Louvois, Comte, dann Marquis de Courtenvaux, Seigneur de Montmirail, Comte de Tonnerre, Secrétaire d’État (1681 als designierter Nachfolger seines Vaters), 1688 Capitaine-Colonel des Cent-Suisses de la Garde du Roi, 1689 Mestre de camp-lieutenant du régiment de la Reine; ⚭ 28. November 1691 Marie-Anne Catherine d’Estrées, * 1663, † 22. April 1741, Tochter von Jean II. d’Estrées, Comte d’Estrées, Marschall von Frankreich und Vizeadmiral von Frankreich, und Marie-Marguerite Morin de Châteauneuf (Haus Estrées) – Vorfahren: siehe oben
  1. François-Macé Le Tellier, * 1693,† 24. September 1719 Rambouillet an den Pocken, Marquis de Louvois, Mestre de camp, dann Colonel im Régiment d’Anjou, 1734 designierter Capitaine-Colonel des Cent-Suisses de la Garde du Roi; ⚭ (1) 11. März 1716 Paris, Anne-Louise de Noailles, * 26. August 1695, † 19. Mai 1773 Paris, Tochter von Anne-Jules de Noailles, Duc de Noailles, Pair de France, Marschall von Frankreich, und Marie-Françoise de Bournonville, sie heiratete in zweiter Ehe Jacques-Hippolyte Mancini, Marquis Mancini († 25. November 1759)
    1. François-Michel César Le Tellier, * 18. Februar 1718 Paris, † 7. Juli 1781, genannt Marquis de Montmirail, dann Marquis de Courtenvaux, Marquis de Courtenvaux, Louvois et Montmirail, 1721 Seigneur et Comte de Tonnerre, Baron d’Ancy-le-Franc, Crusy et La Ferté-Gaucher, 1719 designierter Capitaine-Colonel des Cent-Suisses de la Garde du Roi (1754 zurückgetreten), 1740 Colonel-Lieutenant du régiment Royal; ⚭ 25. Februar 1732 Louise-Antoine de Gontaut-Biron, * 1718, † 11. Juni 1737, Tochter von François-Armand, Duc de Biron, und Marie-Adélaide de  (Gontaut-Biron)
    2. Charlotte-Rosalie Le Tellier, * posthum, † in jungen Jahren

  2. Louis Le Tellier, * um 1694, † 5. Januar 1709
  3. Louis-César Le Tellier, † jung
  4. Louis-Charles-César Le Tellier, * 2. Juli 1695, † 2. Januar 1771 Paris, genannt Chevalier de Louvois, dann Maréchal d’Estrées, 1697 Malteserordensritter, Marquis de Courtenvaux, Mestre de Camp, 1718 Lieutenant au régiment Royal-Roussillon-cavalerie, 1722 Capitaine-Colonel des Cent-Suisses de la Garde du Roi, 1734 Brigadier de cavalerie, 1738 Maréchal de camp, 1739 Comte d’Estrées, 1739 Inspecteur-général de la Cavalerie et des Dragons, 1744 Lieutenant-géneral, 1746 Chevalier des Ordres du Roi, 1747 Gouverneur von La Rochelle, 1756 Marschall von Frankreich, Ministre d’État, Generalgouverneur der Bistümer Metz und Verdun, Gouverneur particulier des Ville et Citadelle de Metz, 1762 Armeegeneral in Westfalen, 1763 6. und letzter Duc d’Estrées; ⚭(1) 26. Mai 1739 Anne-Catherine de Champagne-La-Suze, † 19. Juli 1743, Tochter von René Brandely de Champagne-La-Suze-Villaines, Marquis de Villaines, und Catherine-Thérèse Le Royer; ⚭ (2) 26. Januar 1744 (mit Dispens, da seine Kusine) Adélaide-Félicité Brûlart de Puiseux de Sillery, * 5. November 1725, † 1785, einzige Tochter von Louis-Philogène Brûlart, Marquis de Puisieux, Comte de Sillery, und Charlotte-Félicité Le Tellier de Souvré
  5. Anne-Sabine Le Tellier, Nonne in der Abbaye Royale de Notre-Dame de Soissons

#### Marquis de Souvré et de Rebenac
1. Louis-Nicolas Le Tellier, * 23. Januar 1667, † 10. Dezember 1725 Versailles, Marquis de Souvré, Seigneur de Montmirail, 1689 Mestre de camp de cavalerie, 1689 Lieutenant général au Gouvernement de Béarn et Navarre, 1689 Maître de la Garde-Robe du Roi, 1724 Chevalier des Ordres du Roi; ⚭ (Ehevertrag 17. Februar 1698) Catherine-Charlotte de Pas de Feuquières, Dame de Rebenac, * 1672, † 16. Juli 1739 Schloss Louvois, Tochter von François de Pas de Feuquières, Comte de Rebenac, und Jeanne d’Esquille – Vorfahren siehe oben
  1. François-Louis Le Tellier de Rebenac, * September 1704, † 25. November 1767), genannt Marquis de Souvré, Seigneur et Marquis de Louvois et Courtenvaux, Baron de Souvré, Comte de Rebenac, Seigneur de La Merville, Arcy et Villacoublay, 1723 designierter Lieutenant-général au Gouvernerment de Navarre et Béarn, 1724 Capitaine au régiment Royal-Cravates-Cavalerie, 1725 Maître de la Garde-Robe du Roi, 1730 Colonel d’infanterie, 1734 Brigadier, 1743 Maréchal de camp, 1748 Lieuténant-général des Armées du Roi, 1749 Chevalier des Ordres du Roi; ⚭ (1) (Ehevertrag 30. Mai 1723) Françoise-Gabrielle de Brancas-Céreste, * um 1696, † 26. Oktober 1724, Tochter von Louis de Brancas de Forcalquier, Marquis de Céreste, Marschall von Frankreich, und Elisabeth-Charlotte Candide de Brancas (Haus Brancas); ⚭ (2) (Ehevertrag 2. und 7. Februar 1725) Jeanne-Françoise Dauvet des Marets, * um 1705, † 16. Dezember 1732, Tochter von François Dauvet, Comte des Marets, Seigneur et Baron de Boursault, Rupéreux, Berneuil et Francourt, Großfalkner von Frankreich, Lieutenant du Roi en Beauvaisis, et de Marie Robert; ⚭ (3) (Ehevertrag 1. August 1738) Félicité de Sailly,* 4.Februar 1716, Tochter von Aymar-Louis, Marquis de Sailly, und Françoise-Adélaide de Sainte-Hermine
    1. (1) Catherine Flore Le Tellier, * 24. Oktober 1724, † nach einigen Tagen
    2. (2) Françoise-Sophie Le Tellier, * 18. Juli 1726, Nonne in Notre-Dame de Soissons
    3. (2) Françoise-Aglaé Le Tellier, * 21. September 1727 Paris, † 3. Mai 1778 Paris, ⚭ 10. März 1747 Alexandre-Louis, Marquis de Saint-Chamans, * 31. Januar 1726 Paris, † Juli 1778 Villenauxe-la-Grande
    4. (2) Gabrielle-Flore Le Tellier, * 7. Oktober 1728, † 12. Juni 1790 Paris, ⚭ (Ehevertrag 12. November 1751) Louis-Hector, Marquis de Sailly, Seigneur de Rancourt, Officier d’infanterie, 1748 Brigadier, * 31. Januar 1721 Paris, † 26. Juni 1779 Paris, Bruder der Marquise de Souvré
    5. (2) Amable-Émilie Gabrielle Le Tellier, * 15. Juni 1732, † 19. April 1759 Paris, Dame de compagnie de Mesdames de France; ⚭ 8. April 1756 Jean-Baptiste Calixte, Comte de Montmorin-Saint-Hérem, Marquis de Saint-Hérem, Maréchal de camp, * 5. August 1727 Paris, † 9. Juli 1781 Vollore
    6. (2) François-César Le Tellier de Souvré, * 9. April 1739, X 29. September 1757 Hastenbeck, Marquis de Souvré
    7. (2) Louis-Sophie Le Tellier de Louvois, * 18. März 1740, † 5. Juni 1785 Paris, genannt Chevalier de Souvré, dann Marquis de Louvois, Marquis de Louvois, 1781 Comte de Tonnerre, Malteserordensritter als Minderjähriger, Offizier, Mestre de camp, Lieutenant au régiment Royal-Roussillon, Lieutenant-général du Royaume de Navarre et de Béarn; ⚭ (1) 3. und 12. September 1763 Louise Gagnat de Longny, * 1744, † 1. November 1768, Tochter von Alexandre-Louis Gagnar, Maître des requêtes, und NN de Metz de Maillebois; ⚭(2) (Ehevertrag Versailles 30. Mai 1775) Hermana Cornelia  Vriezen (Vriesen, Wriesen), Baronne d’Hussel, †vor 1782; ⚭ (3) 14. Januar 1782 Paris Henriette (alias Marie-Jeanne) Victoire de Bombelles, Gräfin von Reichenberg, * 22. Oktober 1750, † 28. November 1822
      1. (3) Louis-Auguste-Michel Félicité Le Tellier, * 3. Dezember 1783 Paris, † 3. April 1844 Paris, Marquis de Louvois et de Souvré, Comte de Tonnerre (1785), Comte Le Tellier, Comte d’Empire (1811), Chambellan de l’Empire, erblicher Pair de France (1815), erblicher Marquis-Pair als Marquis de Louvois (1817, bestätigt 1819); ⚭ 28. März 1805 Paris, Athénais-Louise Philippine Grimaldi, * 22. Juni 1786 Paris, † 11. September 1860 Fontaine-Française, Princesse de Monaco, Tochter von Joseph de Monaco und Enkelin von Honoré III., Fürst von Monaco; keine Nachkommen, Auguste Le Tellier adoptierte seinen Neffen Adolphe de La Salle, seitdem Marquis de Louvois
      2. (unehelich, Mutter unbekannt) NN Le Tellier, ⚭ Auguste-Nicolas de Saint-Génis, Seigneur de Luxémont, * 1741 Vitry-le-François, † 1. Oktober 1808 Pantin, Conseiller-maître en la Chambre des comptes
      3. (unehelich, Mutter: Denise Buard, * 1742, † 10. Mai 1794 Paris, Tänzerin in den Balletten des Königs) Sophie Le Tellier, * 13. Oktober 1774 Paris, † 2. September 1840 Cambronne-lès-Ribécourt; ⚭ (1?) Adam NN; ⚭ (2) 20. Januar 1800 Paris, Claude Gilles, † 7. August 1815 Paris; ⚭ (3) 20. Juni 1816 Paris, Charles-Antoine Poulletier de Gannes, * 1. Dezember 1780 Compiègne, † 20. Januar 1832 Paris, Lieutenant de cavalerie, ehemaliger Gendarme de la Garde du Roi

  2. ? NN Le Tellier, † ertrunken Juli 1721, genannt Chevalier de Souvré
  3. Charlotte-Félicité Le Tellier-Louvois de Rebenac, * 1708, † 1783; ⚭ 19. Juli 1722 Louis Philogène Brûlart, * 12. Mai 1702 Paris, † 8. Dezember 1770 Paris, Comte de Sillery, Vicomte, später Marquis de Puiseux (1727), Capitaine de cavalerie au régiment de Villeroy, 1734 Mestre de camp d’un régiment de cavalerie à son nom, 1734 Brigadier des Armées du Roi, 1735 französischer Botschafter in beiden Königreichen Sizilien (Königreich Neapel und Königreich Sizilien), 1743 Maréchal de camp, 1746 Ministre plénipotentiaire aux Conférences de Breda, 1746 Conseiller d’État, 1747 Sécretaire d’État aux Affaires Étrangères (1751 zurückgetreten), 1748 Chevalier des Ordres du Roi, 1751 Lieutenant-général au Gouvernement de la Province du Bas-Languedoc, Gouverneur d’Épernay, zog sich 1756 aus gesundheitlichen Gründen zurück, Sohn von Carloman-Philogène Brûlart, genannt Comte de Sillery, und Marie-Louise Bigot